# Angela佐藤
安吉拉·佐藤（日语：アンジェラ佐藤）又稱Angela佐藤，本名佐藤绫里（日语：／ Satō Ayari，1975年5月3日—），日本女性大胃王及艺人。出生北海道札幌市，血型是O型。

## 个人经历
- 学生时代，她参加了青年高山滑雪队，曾是高山滑雪运动员，但在24岁时因车祸受伤后退出。28岁的时候，因为吃了挑战菜单上2公斤的海鲜丼飯。店员大吃一惊，将大胃王比赛的报名表递了过去，这才意识到自己是个大胃王[1]。

- 参加《火力全開大胃王》时，因为和歌手安潔拉·亞季长相相似，故被主持人中村有志取名“安吉拉·佐藤”。最初她担心自己实际上并不像，但安潔拉·亞季本人后来却送她演唱会门票，表示认可[2]。
- 与大部分大胃王关系都很好，曾在三宅智子的餐厅就餐并共同拍摄影片上传显示友情。
- 平时一天吃两顿饭，外出必吃自助，以至于有些餐厅怕亏本而拒绝她就餐。在家里为了节省伙食费，在750克饭里加入2公升水煮成粥，如果还吃不饱就會再加入面粉和太白粉食用。也会煮一公斤意大利面，静置一晚，再用酱油调味。常吃的蔬菜多为白萝卜、大白菜、白菜、豆芽菜等便宜的蔬菜，有时一周餐费仅1000日元[3]。
- 在节目中可轻松吃下7公斤的食物，最多时可以吃到9公斤以上。非常喜欢肉类。

### 参演《火力全開大胃王》 经历
- 2009年3月，初次参加《火力全开大胃王》，名次第四。
- 2009年9月，第二次参加《火力全开大胃王》，力压众多男选手获得第一名。
- 2010年3月，第三次参加《火力全开大胃王》，夸下海口称“不能赢就引退”，却以第四名收场。之后直到2012年9月重新参加《火力全开大胃王》，获得第二名并表示重新开始大胃王生涯。
- 2013年3月，第五次参加《火力全开大胃王》，第二次获得总冠军。
- 2013年9月，第六次参加《火力全开大胃王》，获得第三名。
- 2014年6月，作为队长带领日本大胃王参加国际竞赛，但惜败给美国的茉莉·斯凯勒（Molly Schuyler），仅得亚军，流露出从未见过的遗憾泪水[4] 。
- 2018年，参加《火力全开大胃王》，力压菅原初代成为大胃女王冠军。
- 2023年，參加《火力全開大胃王》，遺憾止步於八強。
- 2024年，參加《火力全開大胃王》，並成功進入四強，獲得第四名。
- 2025年，參加《火力全開大胃王》，遺憾止步於八強。